# Dodge WC
 (juillet 2014).
Si vous disposez d'ouvrages ou d'articles de référence ou si vous connaissez des sites web de qualité traitant du thème abordé ici, merci de compléter l'article en donnant les références utiles à sa vérifiabilité et en les liant à la section « Notes et références ».
Pour les articles homonymes, voir WC.
La gamme des Dodge WC est une série de camions militaires légers produite par le constructeur automobile américain Dodge durant la Seconde Guerre mondiale.
Cette gamme comprenait des weapon carriers (littéralement transporteurs d'armes), des camions d'installation téléphonique, des ambulances, des véhicules de reconnaissance, des ateliers mobiles et des voitures de commandement. Ils furent remplacés après la guerre par la série M fabriquée par cette même société (en).
Le sigle WC est un code du fabricant signifiant : W pour l'année 1941 et C pour la gamme des half-ton. Le code C fut également retenu pour les gammes Dodge 6×6 ¾ ton et 1 ½ ton.

## Historique et conception
La société Dodge a commencé la production des camions légers dès sa création en 1914. Les premières années, la conception des véhicules dérivait essentiellement de celles des voitures de tourisme existantes. Par la suite, des châssis et des carrosseries spécifiques furent créés.
Au début, seuls des modèles légers et mi-lourds étaient proposés. Puis, durant les années 1930 et 1940, une gamme de véhicules lourds fut ajoutée.
La réalisation des premiers prototypes de camions spécifiquement militaires débuta à la fin de l'année 1939. Il s'agissait de la gamme VC (4 × 4 ½ ton) dont la production série débuta en 1940. Au début de la Seconde Guerre mondiale, la Dodge produit la série de camions légers militaires G-505 WC ½ ton comprenant 38 modèles différents. Certains modèles furent produits à plusieurs milliers d'exemplaires et d'autres seulement à quelques unités.
La gamme WC ½ ton a remplacé la gamme des VC-1 à VC-6 ½ ton de 1940 qui faisaient également partie de la série G505.
79 771 des camions ½ ton ont été produits entre la fin de 1940 et 1942 en vertu de contrats conclus par le Département de la Guerre.
Les modèles WC-1 à WC-50 constituent une partie de la gamme des ½ ton et 80 % des pièces étaient interchangeables avec les modèles plus récents ¾ ton.
Caractéristiques communes des camions ½ ton
- Motricité : 4 × 4
- Empattement : 2,95 m (3,12 m pour les ambulances)
- Largeur de voie : 1,51 m
- Pneus : 7,50 × 16
- Freins : hydraulique
- Moteur : 6 cylindres en ligne à soupapes latérales
- Transmission : manuelle, 4 vitesses avant et 1 arrière

Les camions Dodge 4 × 4 G 502  ¾ ton furent introduits à la fin de l'année 1941.
Dans cette gamme, les Véhicules standard furent les WC-51 et WC-52 transporteurs d'armes et camion installation téléphonique, le WC-53 Carry all et le WC-54 ambulance.
Parmi les camions de transport de fret, le WC-51 était identique au WC-52 mais ne disposait pas de treuil monté sur le pare-chocs avant.

## Les différents modèles
Le tableau ci-dessous donne les caractéristiques principales des différents modèles et leur motorisation (T202, T203, etc..).
Les modèles de la gamme précédente, les VC ½ ton sont donnés à titre de comparaison.
|                                    | T202 | T203                     | T207       | T211         | T214               | T215                | T112         | T118  |
| Pick-up cabine fermée              | VC-3 | VF401/VF402, VF404/VF405 | WC-1       | WC-12, WC-14 |                    | WC-40, WC-25, WC-47 | WC-38, WC-47 |       |
| Pick-up cabine ouverte             | VC-5 |                          | WC-3, WC-4 | WC-13        | WC-51, WC-52       | WC-21, WC-22        |              |       |
| Pick-up sans siège arrière         | VC-4 |                          | WC-5       |              |                    |                     |              |       |
| Fourre-tout                        | VC-6 |                          | WC-10      | WC-17        | WC-53              | WC-26, WC-48        | WC-36, WC-48 |       |
| Camion benne                       |      | VF403, VF406             |            |              |                    |                     |              |       |
| Véhicule de reconnaissance         | VC-1 |                          | WC-6, WC-7 | WC-15        | WC-56, WC-57       | WC-23, WC-24        |              |       |
| Camion radio                       | VC-2 |                          | WC-8       | WC-16        | WC-58, WC-64 WC-54 | WC-25               |              |       |
| Camionnette                        |      |                          | WC-11      | WC-19        |                    | WC-42, WC-49        | WC-37, WC-49 |       |
| Atelier mobile                     |      |                          |            |              | WC-60              | WC-41               |              |       |
| Véhicule d'entretien               |      |                          |            |              | WC-60              | WC-43               |              |       |
| Porte canon antichar               |      |                          |            |              | WC-55              |                     |              |       |
| Véhicule ambulance                 |      | VF-407                   | WC-9       | WC-18        | WC-54              | WC-27               |              |       |
| Installation de ligne téléphonique |      |                          |            |              | WC-59              | WC-43               | WC-39, WC-50 |       |
| Cabine fermée sans carrosserie     |      |                          |            | WC-20        |                    | WC-41               |              | WC-31 |

Conventions
Lorsque deux noms de véhicules sont séparés par une barre oblique la première référence désigne un véhicule qui n'est pas équipé de treuil et la seconde un véhicule avec treuil. Les références séparées par une virgule désignent des modèles similaires comportant des différences secondaires

## Motorisations
| Code véhicule | Alésage mm | Course mm | Cylindrée cm3 | Taux de compression | Couple N m | Puissance HP |
| ------------- | ---------- | --------- | ------------- | ------------------- | ---------- | ------------ |
| T202          | 79,4       | 111,1     | 3294          | 6,7 : 1             | 208        | 79           |
| T203          | 85,7       | 114,3     | 3957          | 6,5 : 1             | 255        | 99           |
| T207          | 82,6       | 111,1     | 3567          | 6,5 : 1             | 222        | 78           |
| T211          | 82,6       | 111,1     | 3567          | 6,5 : 1             | 222        | 78           |
| T214          | 82,6       | 117,5     | 3772          | 6,7 : 1             | 244        | 92           |
| T215          | 82,6       | 117.5     | 3772          | 6,7 : 1             | 249        | 99           |
| T223          | 82,6       | 117,5     | 3772          | 6,7 : 1             | 244        | 92           |

## Description des modèles

### Gamme des ½ ton

#### Dodge WC-1, W-C5, WC-12, WC-14 et WC-40
Pick-up à cabine fermée à deux places avec une charge utile de 1 000 livres (453,59 kg).

#### Dodge WC-3, WC-13 et WC-21
Pick-up tracteur d'armes à deux places avec cabine ouverte pouvant être équipée d'une mitrailleuse optionnelle.
- Longueur : 4,6 m
- Hauteur avec toit : 2,24 m
- Masse : 2 014 kg
- Largeur : 1,93 m
- Charge utile : 590 kg

#### Dodge WC-4 et WC-22

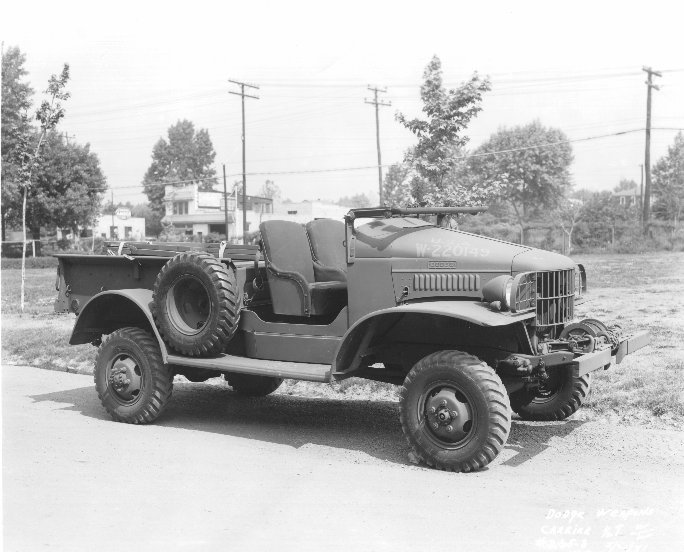
Dodge WC-4 avec treuil

Tracteur d'armes à cabine ouverte comportant des sièges transversaux et équipé d'un treuil. Conçu pour tracter le canon antichar M3, les munitions et ses servants. Ce modèle fut délivré au début des unités de tank destroyer. 5 570 unités furent fabriqués.
- Longueur : 4,86 m
- Hauteur avec toit : 2,24 m
- Masse : 2 166 kg
- Largeur : 1,93 m
- Charge utile : 454 kg

#### Dodge WC-9, WC-18 et WC-27

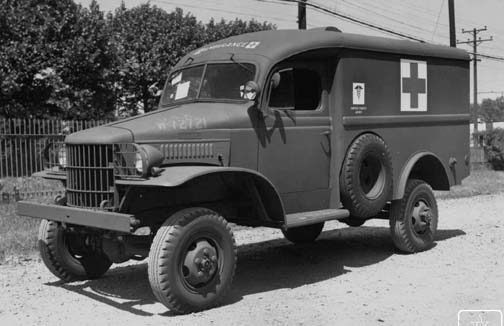
Dodge WC9.

Entrés en production en 1941 jusqu'à début 1942 ils étaient spécialement conçus pour servir d'ambulance. Les modèles les plus anciens se distinguent par leur grille de radiateur incurvée tandis que les plus récents (après WC-51) ont une grille plate.
- Longueur : 4,95 m
- Hauteur : 2,29 m
- Masse : 2 422 kg
- Largeur : 1,93 m
- Charge utile : 590 kg

#### Dodge WC-10, WC-17, WC-26, WC-36 et WC-48
Camions fourre-tout avec une charge utile de 454 kg.

#### Dodge WC-11, WC-19 et WC-42
Camions de transport d'équipements de radio et de communication. Conçue uniquement pour l'exportation.

#### Dodge WC-6, WC-8, WC-15, WC-16, WC-23 et WC-25
Véhicules de commandement.

#### Dodge WC-7 et WC-24
Véhicules de commandement avec treuil.

#### Dodge WC-39, WC-43 et WC-50
Ces modèles, sont des camions de transmissions conçus pour installer et réparer les lignes téléphoniques. Ils furent également connus sous la désignation K-50 truck dans le Signal Corps de l'Armée de terre des États-Unis.

#### Dodge WC-41
Équipés de doubles pneus à l'arrière, ils furent principalement utilisés comme camion de réparation d'urgence.
D'autres types de carrosseries ont été produits et notamment un véhicule de service d'huile. 902 matériels de ce type furent construits.

### Gamme des ¾ ton

#### Dodge WC-51

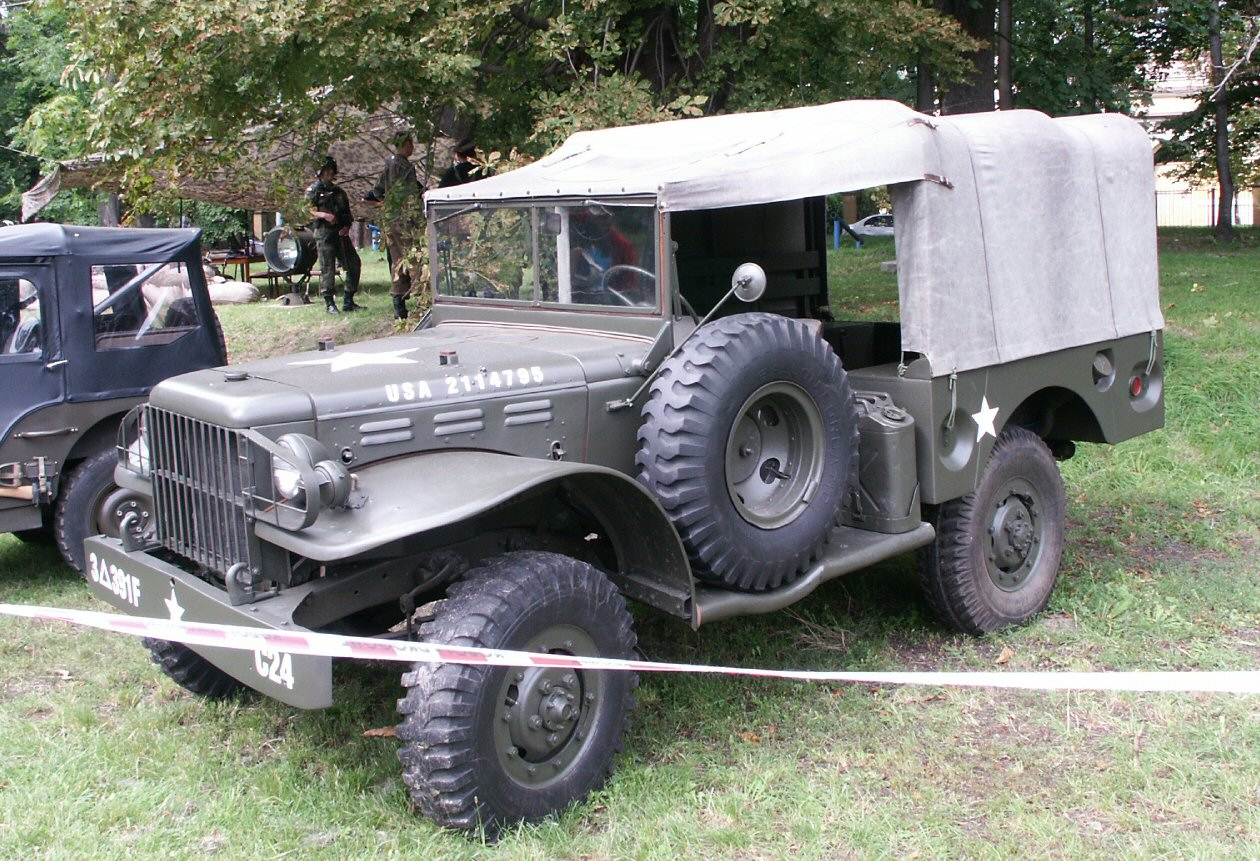

##### Spécifications
WC-51 : Weapons Carrier sans treuil (123 541 exemplaires)
- Longueur : 4,24 m
- Hauteur avec bâche : 2,17 m
- Poids : 2 560 kg
- Largeur : 2,10 m
- Hauteur sans bâche : 1,71 m
- Charge utile : 800 kg

Moteur
Nombre de cylindres : 6
Alésage et course : 82,55 × 117,48 mm (3 1/4 × 4 5/8")
Cylindrée : 3,8 litres
Rapport de compression : 6,7 à 1
Vitesse au régulateur : 3 200 tr/min
Puissance maximum au frein :
- 93,28 ch (92 bhp) à 3 600 tr/min
- 55,20 ch (54,5 bhp) à 1 600 tr/min

Puissance (S.A.E.) : 25,70 ch (25,35 hp)
Distribution
Jeu de calage (à froid) : 0,356 mm (0,014")
OA : 12° ou 1,544 mm (0,0608") avant PMH
FA : 44° après P.M.B
OE : 50° avant P.M.B
FE : 6° ou 0,39 mm (0.0153") après PMH
Jeu de marche (à chaud) :
- Admission : 0,20 mm (0,008")
- Échappement : 0,25 mm (0,0010")

Carburateur
Zénith, série 29, du type à cuve concentrique
Carter ETW1, du type inversé
Carburateurs adaptables :
- Zénith, type EXR 32
- Solex, type 40 RAIP

Allumage
Ordre d'allumage : 1-5-3-6-2-4
Écartement du rupteur : 0,5 mm
Écartement des électrodes : 0,64 mm
Calage du distributeur : 2° avant PMH.
L'avance est entièrement automatique.
Embrayage
Diamètre extérieur garniture : 254 mm
Diamètre intérieur garniture : 152,4 mm
Épaisseur garniture : 3,18 mm
Caractéristiques techniques
Voie AV : 1,645 m
Voie AR : 1,645 m
Largeur totale (aux ailes avant) : 1,975 m
Pincement des roues AV : 0 à 3,2 mm
Chasse (en charge) : 1 à 2°
Chasse (sans charge) : 0 à 1°
Carrossage : 1 1/4 à 1 3/4°
Inclinaison du pivot de fusée : 8°
Couple de serrage (m.kg)
Écrous de culasse : 7,25 à 8
Pneus : 9,00 × 16 - 8 plis
Pression de gonflage : 2,8 kg
Jantes : 16 × 6,50
Angle de braquage (roue intérieure) : 28 (0 à +1°)
Rapport
Boîte de vitesses :
- 1er : 6,40
- 2e : 3,09
- 3e : 1,69
- 4e : 1
- AR : 7,82

Boîte auxiliaire :
Sans démultiplication (type 4 × 4)
1,5 à 1 (type 6x6)
Ponts AV et AR :
5,83 à 1.
Couple conique 35 × 6
Capacités
- Huile :

Carter moteur : 4,75 litres
Boîte de vitesses : avec prise de force extérieure : 3,55 litres
Boîte de vitesses : sans prise de force extérieure : 2,84 litres
Boîte auxiliaire : 1,9 litre (type 4 × 4) ; 2,3 litres (type 6 × 6)
Ponts AV et AR : 2,13 litres
Direction : 0,35 litre
Freins : 255 grammes
Filtre à air : 0,95 litre
- Essence :

Contenance du réservoir : 113,6 litres
- Eau :

Système de refroidissement : 16 litres
Freins
- Frein au pied :

Diamètre des tambours : 358,8 mm
Longueur garniture (2 pièces) : 368,3 mm
Largeur garniture : 44,5 mm
Épaisseur garniture (2 pièces) : 6,4 mm
- Frein à main :

Diamètre du tambour : 198,4 mm
Longueur garniture : 610,6 mm
Largeur garniture : 50,8 mm
Épaisseur garniture : 6,4 mm

##### Galerie

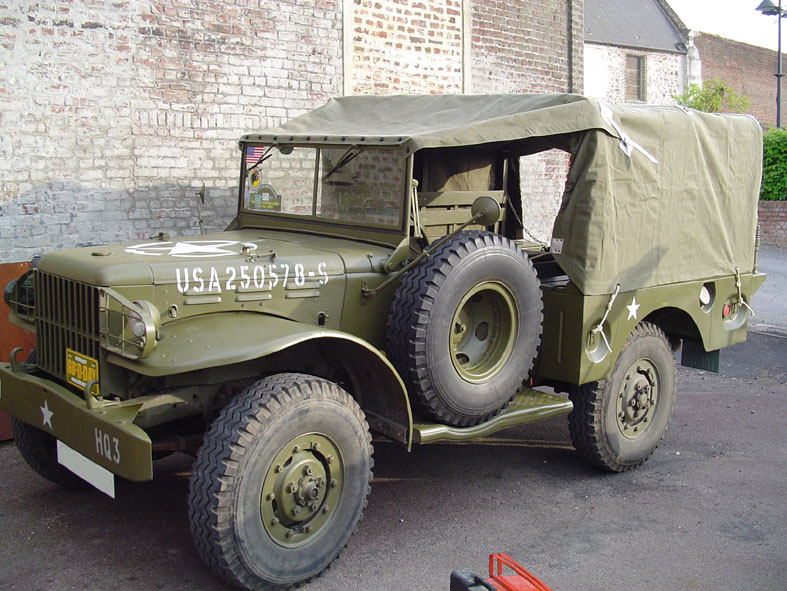
WC-51.
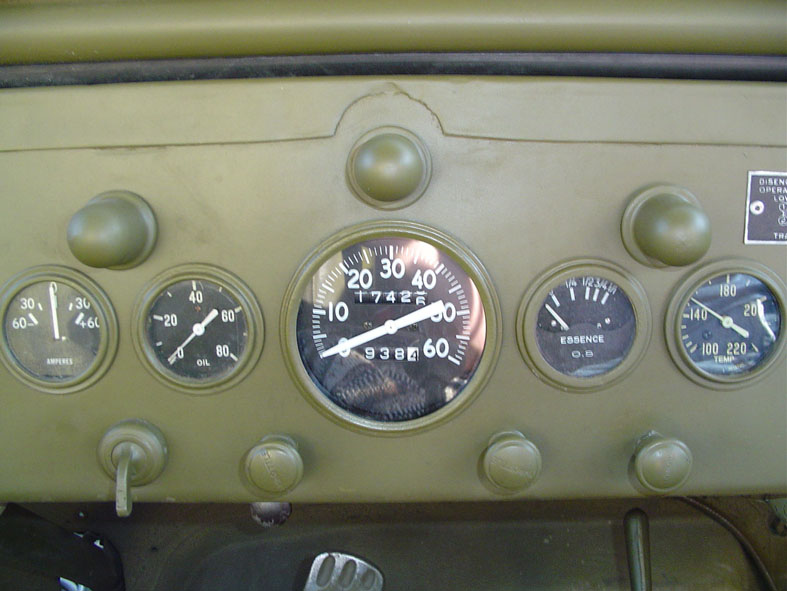
Tableau de bord.
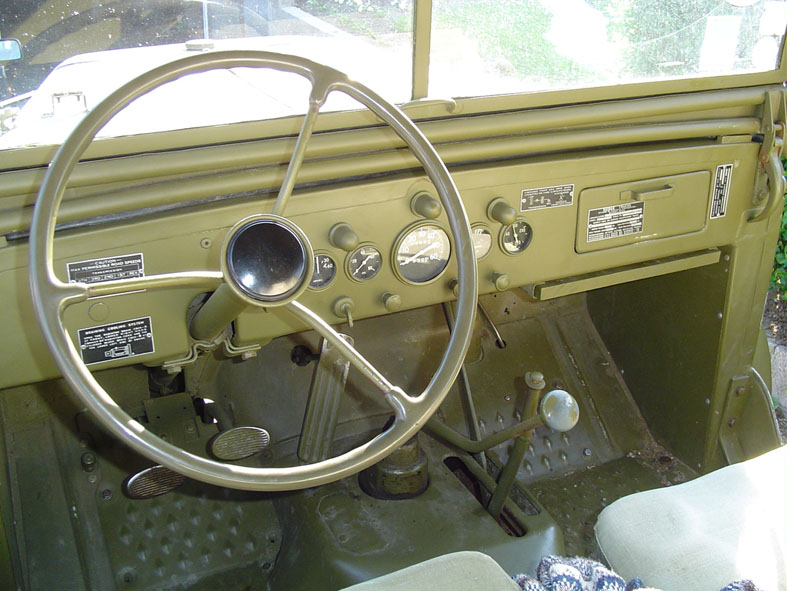
Tableau de bord.
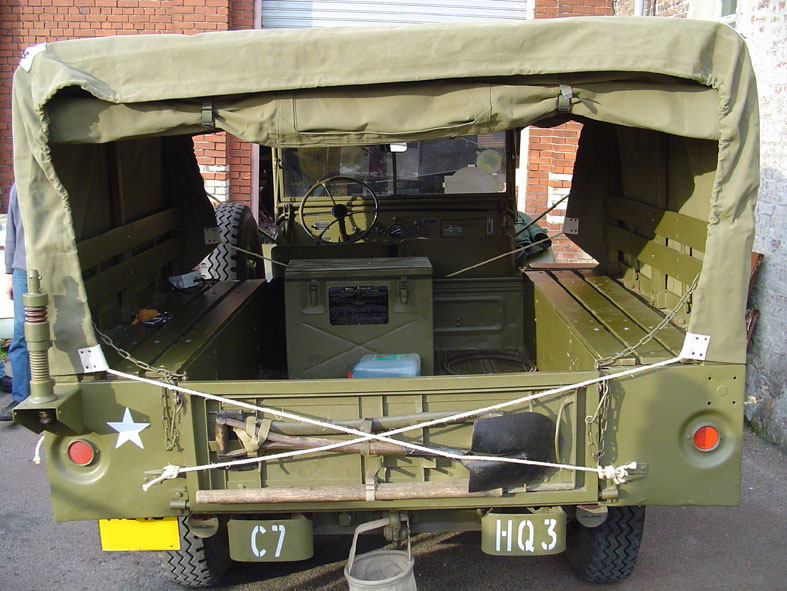
Arrière.

#### Dodge WC-52

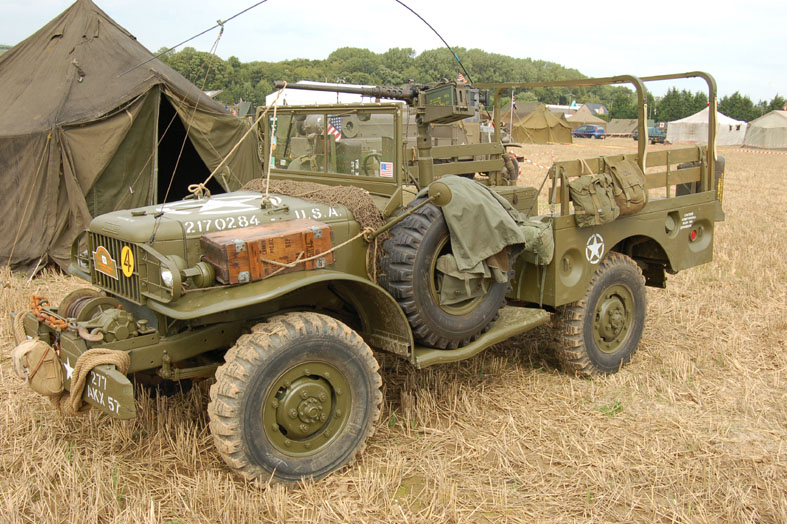
Dodge WC-52

Le Dodge WC-52 a été produit dans les années 1940. Identique au WC-51, il dispose d'un treuil Braden MU-2 et a été construit à 59 114 exemplaires. Il transportait le nouveau canon antichar M1 de 57 mm et son équipage.
- Longueur : 4,48 m
- Hauteur avec bâche : 2,17 m
- Poids : 2 700 kg
- Largeur : 2,10 m
- Hauteur sans bâche : 1,71 m
- Charge utile : 800 kg

On dénombre deux types de treuil de marque Braden : 2 270 kg avant 1944, 3 405 kg à partir de 1944.

#### Dodge WC-53

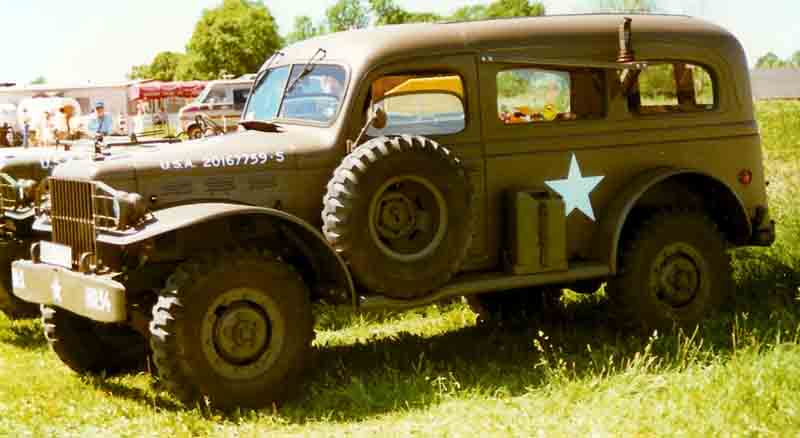
Dodge WC-53

Modèle fourre-tout (Carryall), il fut fabriqué à 8 400 exemplaires. Quasiment identique au WC-54, il s'agit d'une version entièrement carrossée équipée à l'arrière de 2 vitres latérales sur chaque côté.
- Longueur : 4,73 m
- Hauteur : 2,06 m
- Poids : 2 590 kg
- Largeur : 2,00 m
- Charge utile : 800 kg

#### Dodge WC-54

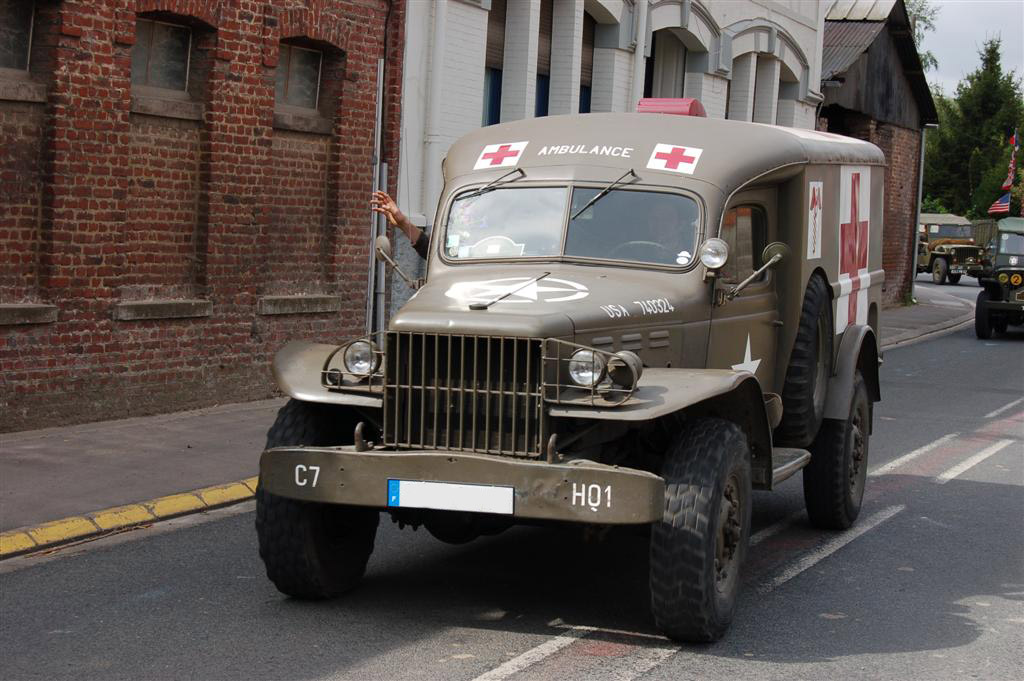

Le Dodge WC-54 a été produit dans les années 1940 et a servi d'ambulance. Il a été construit à 26 002 exemplaires.
- Longueur : 4,95 m
- Hauteur : 2,30 m
- Poids : 2 680 kg
- Largeur : 1,98 m
- Charge utile : 820 kg

La fabrication débute en 1942 pour s'arrêter en avril 1944.
La capacité de l'ambulance était de 4 brancards ou 6 soldats assis.

#### Dodge WC-55

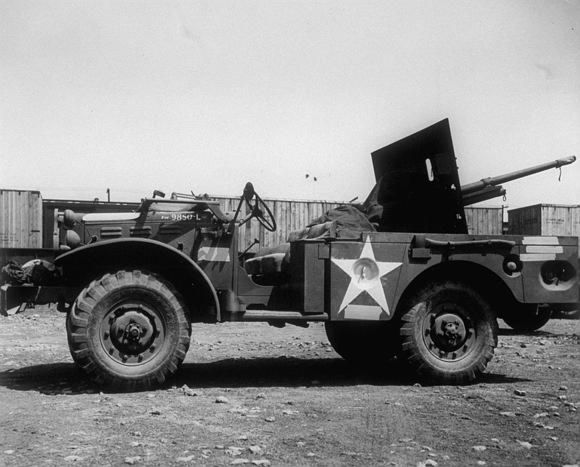

Le Dodge WC-55 a été produit dans les années 1940. Il servit de porte-canon de 37 mm sous le nom de M6 Fargo et a été construit à 5 380 exemplaires.
- Longueur : 4,25 m
- Hauteur : 2,49 m
- Poids : 2 540 kg
- Largeur : 2,18 m
- Charge utile : 820 kg

Il s'agit d'un canon antichar M4 puis M6 embarqué sur le plateau d'un WC-52. Les coffres latéraux sont adaptés pour le transport des obus.

#### Dodge WC-56

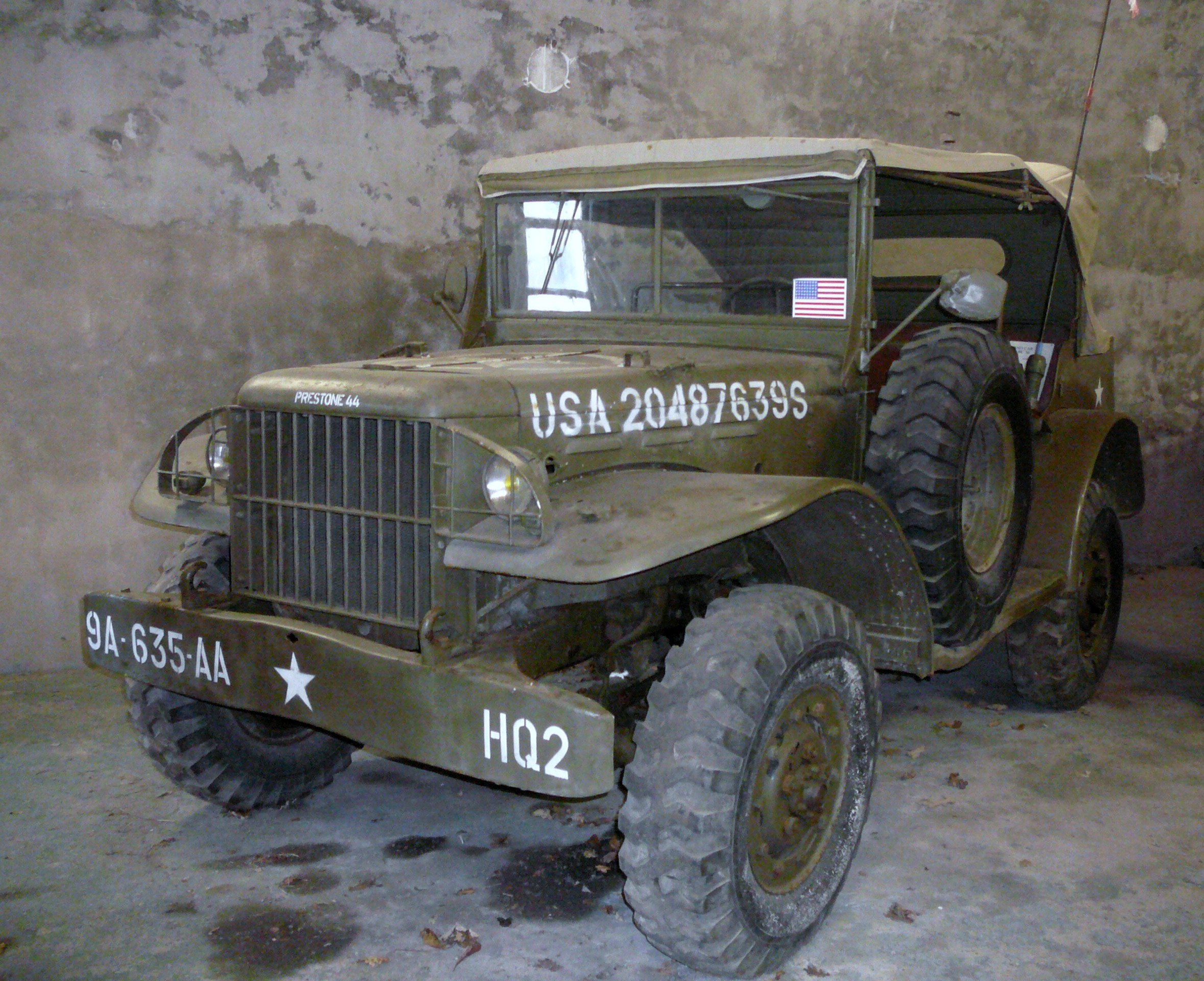
WC-56 sans treuil

Le Dodge WC-56 est un véhicule de commandement (Command Car) qui fut fabriqué à 21 156 exemplaires.
- Longueur : 4,22 m
- Hauteur : 2,07 m
- Poids : 2 420 kg
- Largeur : 2,00 m
- Charge utile : 800 kg

Il s'agit d'une sorte de grosse jeep destinée à des missions de reconnaissance qui n'a jamais eu un grand succès car la Jeep était plus véloce et plus maniable. Son utilisation s'est rapidement cantonnée au passage en revue.

#### Dodge WC-57

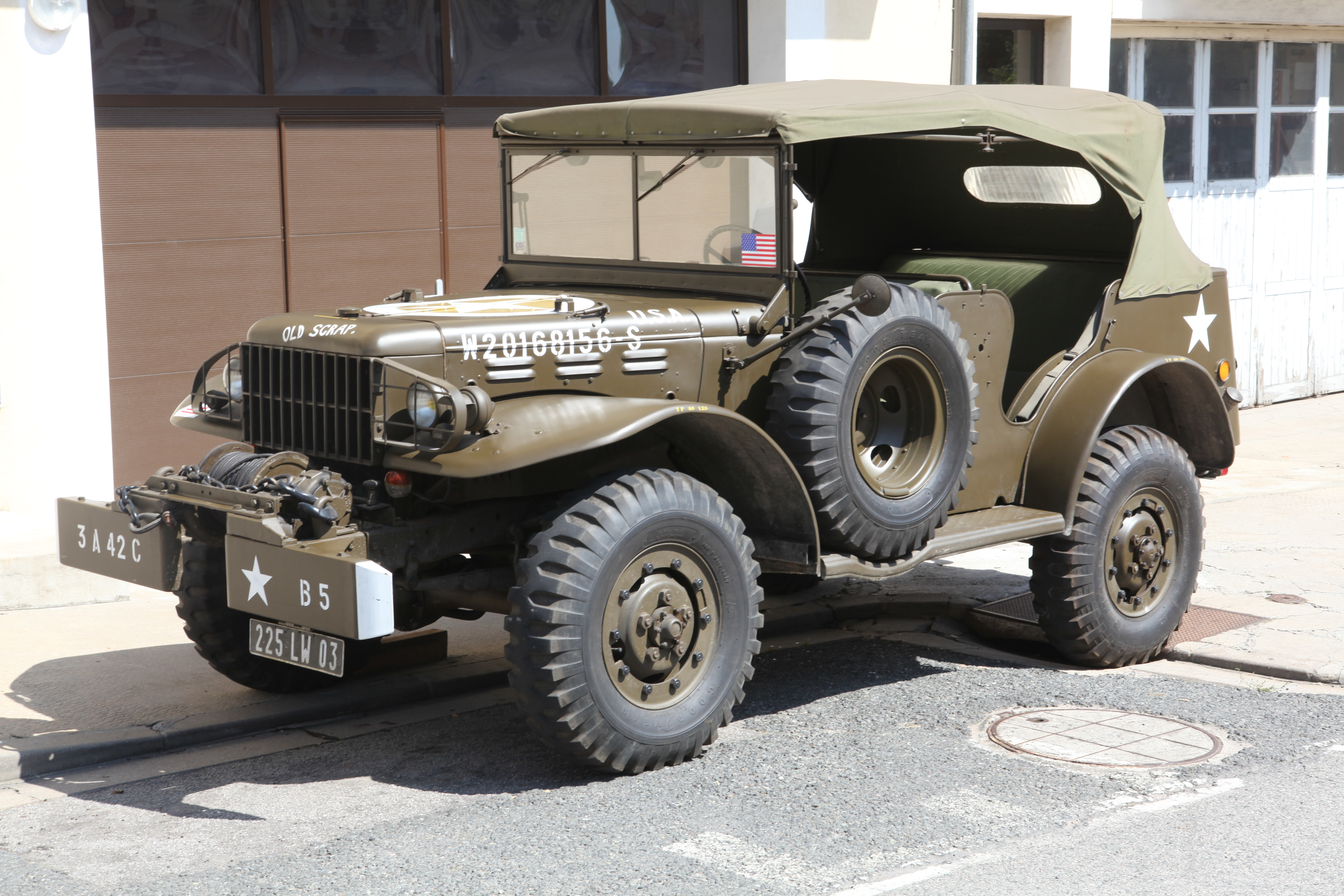
Véhicule de commandement Dodge WC-57 avec treuil.

WC-57 : même modèle que le WC-56 avec treuil, il s'agit d'un véhicule de commandement (Command Car) construit à 6 010 exemplaires.
- Longueur : 4,46 m
- Hauteur : 2,07 m
- Poids : 2 560 kg
- Largeur : 2,00 m
- Charge utile : 800 kg

#### Dodge WC-58
Le Dodge WC-58 est un véhicule de commandement (Command Car). C'est le même modèle que le WC-56 (donc sans treuil) avec un équipement radio et un circuit électrique en 12 volts. Il fut fabriqué à 2 344 exemplaires.
- Longueur : 4,22 m
- Hauteur : 2,07 m
- Poids : 2 420 kg
- Largeur : 2,00 m
- Charge utile : 800 kg

#### Dodge WC-59

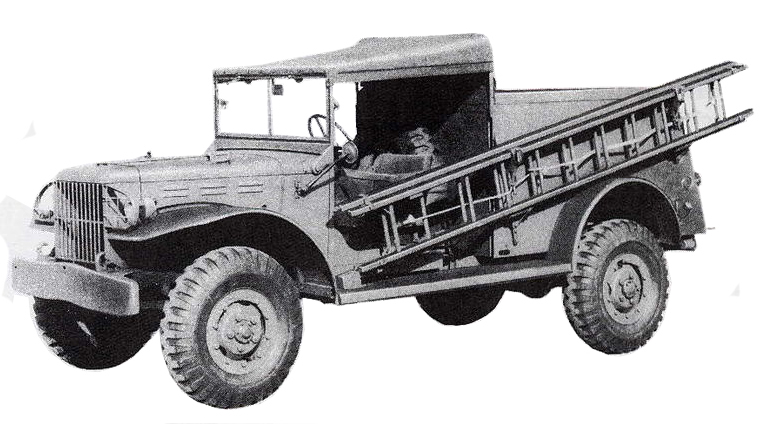
WC-59, 3/4-ton K-50 camion téléphone avec échelle sur le côté.

Le Dodge WC-59 est spécialisé dans l'installation téléphonique. Il a été construit à 549 exemplaires.
Malgré sa ressemblance avec les autres Dodge, il diffère de ceux-ci par un châssis spécifique plus long et également par son équipement puisque sa caisse arrière est construite pour son utilisation spécifique : l'installation et la réparation des lignes téléphoniques.
L'empattement du WC-59 est le même que trois autres modèles (les WC-54, 60 et 61) et est de 50 cm plus long que les autres modèles.
Cet empattement long modifie certaines pièces (marches-pieds, arbre plus long) par contre, côté moteur, il possède comme tous les autres le modèle T214.
La roue de secours passe derrière les sièges, une échelle double prend place à l'extérieur sur le côté conducteur (à la place de la roue de secours).
- Longueur : 4,88 m
- Hauteur : 2,06 m
- Poids : 2 430 kg
- Largeur : 1,98 m
- Charge utile : 800 kg

#### Dodge WC-60
WC-60 : Atelier mécanique (296 exemplaires)
- Longueur : 4,73 m
- Hauteur : 2,26 m
- Poids : 700 kg
- Largeur : 2,08 m
- Charge utile : 800 kg

La base est un Dodge WC-54 dont la partie arrière a été carrossée de manière spécifique pour la réalisation de dépannages mécaniques en campagne.
La roue de secours est en partie intégrée au coffre arrière sur le côté conducteur. Les coffres sont spécifiques, ils s'ouvrent sur l'extérieur.

#### Dodge WC-61

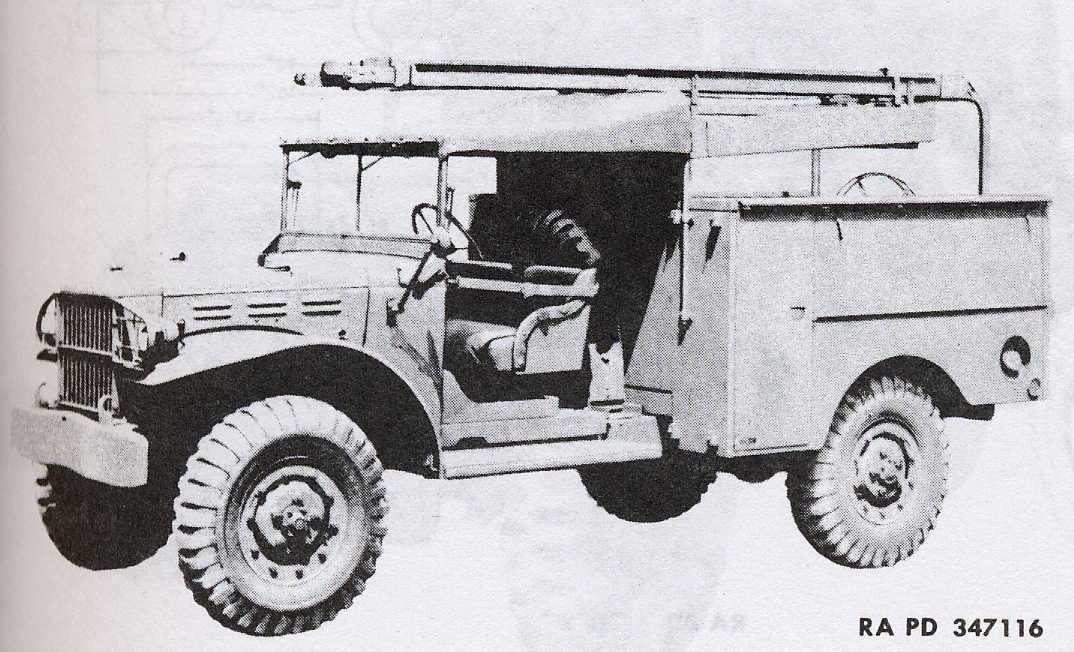
WC-61

WC-61 : installation téléphonique (58 exemplaires)
- Longueur : 4,73 m
- Hauteur : 2,26 m
- Poids : 2 700 kg
- Largeur : 2,08 m
- Charge utile : 800 kg

La base est un Dodge WC-54 dont la partie arrière a été carrossée de manière spécifique pour la réalisation d'installations téléphoniques. Mais à la différence du WC-60 l'échelle double est installée au-dessus du véhicule sur un portique spécial. La roue de secours reste derrière les sièges, les coffres arrière (spécifiques) s'ouvrent sur l'extérieur.

#### Dodge WC-62
WC-62 : Weapons Carrier 6 × 6 (23 092 exemplaires)
- Longueur : 5,47 m
- Hauteur avec bâche : 2,17 m
- Poids : 3 120 kg
- Largeur : 2,10 m
- Hauteur sans bâche : 1,57 m
- Charge utile : 1 500 kg

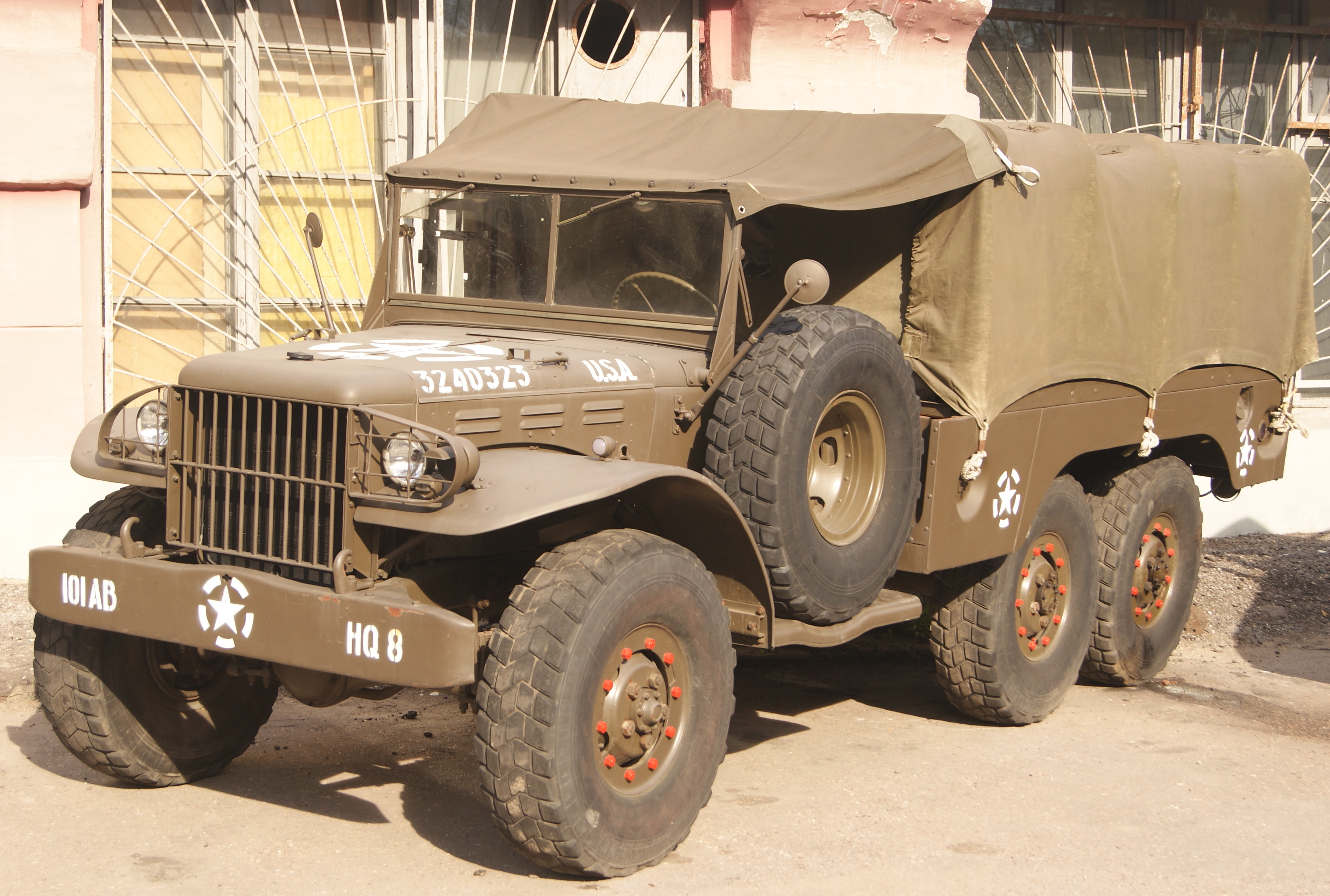
Dodge WC-62

La base est un WC-51, rallongé sur l'arrière et qui dispose d'un pont supplémentaire.

#### Dodge WC-63

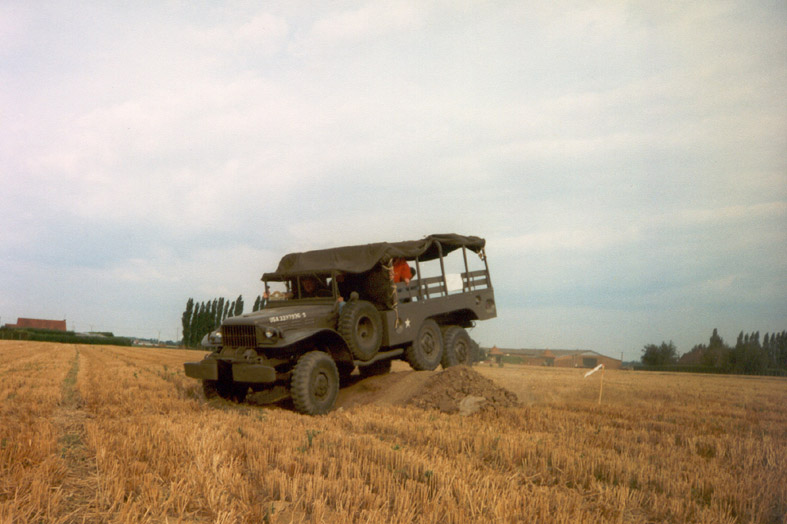
Dodge WC-63

WC-63 : Weapons Carrier 6 × 6 avec treuil (23 092 exemplaires)
- Longueur : 5,72 m
- Hauteur avec bâche : 2,17 m
- Poids : 3 250 kg
- Largeur : 2,10 m
- Hauteur sans bâche : 1,57 m
- Charge utile : 1 500 kg

Idem que le WC-62 avec un treuil.

#### Dodge WC-64
Construit à partir de mars 1944, il était prévu pour remplacer l'ambulance WC-54.
Sur la base d'un châssis de WC-54 renforcé en son milieu, il comporte une caisse sanitaire en bois et en tôle qui peut accueillir quatre brancards, soit huit blessés assis.
KD = Knock-Down (rabattable).
WC-64KD : Ambulance (3 500 exemplaires)
- Longueur : 4,90 m
- Hauteur : 2,53 m
- Poids : 3 180 kg
- Largeur : 2,14 m
- Charge utile : 680 kg